# ヨン・レック・ヨハンセン
ヨン・レック・ヨハンセン（Jon Lech Johansen, 1983年11月18日 - ）は、ノルウェーのプログラマ。DVD-Video のアクセスコントロール技術 Content Scramble System を解除するソフトウェア DeCSS の作者で、DVDヨン (DVD Jon) の異名を持つ。15歳という若さでソフトウェア開発に成功したためか、日本では雑誌などで、「ヨハンセン君」という愛称が使われる事が多い。現在はベンチャー企業 doubleTwist Corporation のCTOを務める。

## 経歴
ノルウェー・ハーシュタ生まれ。父はノルウェー人、母はポーランド人。独学でソフトウェア工学を学ぶ。
1999年、15歳で DeCSS を開発。DVD-Video のアクセスコントロール技術 Content Scramble System を解除するソフトウェアで、もともとは Linux での DVD-Video 鑑賞を可能とする目的で作られたものだが、DVD の複製も可能となるため、2000年1月に米映画協会（MPAA）と米 DVD コピー規制協会はノルウェーの経済犯罪局に訴状を提出した。
2002年にノルウェー検察当局は著作権法違反として起訴し、2年の刑を求刑した。これに対し、オスロ地方裁判所は「合法的に作られた DVD 映画を購入した者が、製作者の想定しなかった方法でその映画にアクセスするのは合法」として2003年1月7日に無罪判決を言い渡す。検察側は上訴したが、同年12月22日にオスロ上訴裁判所は無罪判決。ノルウェー警察は2004年1月5日、最高裁判所に上訴しないと発表。ヨハンセンの無罪が確定した。
その後も精力的にリバースエンジニアリングを行い、以下のようなソフトを公開した。
- 2003年11月、iTunes Store で販売されている AAC オーディオの DRM を回避するツール、QTFairUse を開発。
- 2004年3月、VideoLAN の開発者に加わり、VLCメディアプレーヤーを FairPlay に対応させた。
- 2004年4月、DRM の復号ツール、DeDRMS を開発。
- 2004年7月、iTunes Store サーバから FairPlay のキーを取得するツール、FairKeys を開発。
- 2004年8月、AirPort Express の暗号化を破ったと発表。
- 2005年3月、Linux から iTunes Store にアクセスし、DRM を付せずに楽曲のダウンロードが可能なツール、SharpMusique（旧 PyMusique）を開発。
- 2006年10月、iTunes の DRM、FairPlay を解除したと発表。
- 2007年7月、iPhone を AT&T への登録なしに起動させるツール Phone Activation Server を公開。電話としての機能は果たさないものの、iPod や Wi-Fi 機能は作動したとしている。

2007年6月、Monique Farantzos と doubleTwist Corporation をサンフランシスコに設立。あらゆるデバイス機器へ写真や音楽、ビデオの転送が可能なアプリケーションの開発を進める。